# Joseph Hellmesberger (figlio)
Joseph Hellmesberger jr (Vienna, 9 aprile 1855 – Vienna, 26 aprile 1907) è stato un compositore e direttore d'orchestra austriaco.

## Biografia
Figlio d'arte, Joseph Hellmesberger discendeva da una celebre dinastia di compositori viennesi che comprendeva il nonno George Hellmesberger sr. (1800-1873), lo zio George Hellmesberger jr. (1830-1852), il fratello Ferdinand (1863-1940) e il padre, il violinista e direttore d'orchestra Joseph Hellmesberger (1828-1893), che fu anche il suo primo maestro. 
All'età di 15 anni, subentrò come un secondo violinista del quartetto fondato anni prima dal padre (il Quartetto Hellmesberger), di cui divenne il responsabile nel 1887 e a 18 anni entrò a far parte dell'Orchestra dell'Opera di Corte di Vienna come violinista. 
Nel 1875 prese servizio come capo banda del 4º reggimento di fanteria della città di Vienna, e nel 1876 prese la direzione della banda militare del 32º reggimento, posizione questa, che mantenne fino al 1878.
Dal 1878 si esibì come violinista solista presso la Wiener Hofmusikkapelle (Cappella Imperiale di Vienna) e presso il Teatro dell'Opera di Corte (oggi la Staatsoper di Vienna). 
Sempre nel 1878 ottenne la carica di professore di violino al Conservatorio della Società degli Amici della Musica di Vienna (Gesellschaft der Musikfreunde). 
Nel 1890 divenne maestro di cappella della Wiener Hofmusikkapelle (Cappella Imperiale di Vienna) e nello stesso periodo occupò la medesima posizione presso il prestigioso Ringtheater. 
Come successore di Gustav Mahler, fra il 1901 e il 1903 divenne direttore stabile dell'Orchestra Filarmonica di Vienna (Wiener Philharmoniker) con la quale si esibì in numerosi concerti. 
Nel 1903, per motivi personali, lasciò Vienna e tutte la cariche che ricopriva nella città, compresa la direzione dei Wiener Philharmoniker, e trascorse i successivi anni come direttore d'orchestra presso il Teatro di Corte di Stoccarda. Tornato a Vienna, si ammalò e morì poco dopo il rientro nella sua città il 26 aprile del 1907, a soli 52 anni.
Joseph Hellmesberger venne tumulato nel Cimitero di Hietzing a Vienna (13º distretto della città) in una tomba con gli altri componenti della sua famiglia.
L'ampio catalogo delle sue composizioni comprende 22 operette, 6 balletti, musica da ballo e lieder.

## Opere
| Opere di Josef Hellmesberger junior | Opere di Josef Hellmesberger junior                               | Opere di Josef Hellmesberger junior                                      |
| ----------------------------------- | ----------------------------------------------------------------- | ------------------------------------------------------------------------ |
| 1879                                | Historien-Musik zur Feier der silbernen Hochzeit Franz Josephs I. | Historien-Musik zur Feier der silbernen Hochzeit Franz Josephs I.        |
| 1880                                | Der Graf von Gleichen                                             | Operetta                                                                 |
| 1880                                | Kapitän Ahlström                                                  | Operetta                                                                 |
| 1881                                | Der Rattenfänger von Hameln                                       | commedia fiabesca in 3 atti allo Staatsoper                              |
| 1884                                | Harlekin als Elektriker                                           | Balletto                                                                 |
| 1886                                | Der schöne Kurfürst                                               | Operetta                                                                 |
| 1886                                | Fata Morgana                                                      | dramma lirico-coreografico in 4 atti allo Staatsoper                     |
| 1887                                | Die verwandelte Katze                                             | Balletto                                                                 |
| 1887                                | Rikiki                                                            | Operetta                                                                 |
| 1889 al Theater an der Wien         | Das Orakel                                                        | Operetta in 3 atti                                                       |
| 1890                                | Der bleiche Gast                                                  | Operetta                                                                 |
| 1890                                | Meißner Porzellan                                                 | Balletto                                                                 |
| 1891                                | Das Licht                                                         | Balletto                                                                 |
| 1892                                | Vater Radetzky                                                    | Festival musicale per celebrare l'inaugurazione del monumento a Radetzky |
| 1893                                | Die fünf Sinne                                                    | Balletto                                                                 |
| 1895                                | Die Doppelhochzeit                                                | Operetta                                                                 |
| 1902                                | Der Wunderkaftan                                                  | Operetta                                                                 |
| 1902                                | Die Perle von Iberien                                             | Balletto                                                                 |
| 1904                                | Das Veilchenmädel                                                 | Operetta                                                                 |
| 1904                                | Die Eisjungfrau                                                   | Operetta                                                                 |
| 1905                                | Wien bei Nacht                                                    | Operetta                                                                 |
| 1905                                | Die schöne Liedersängerin                                         | Operetta                                                                 |
| 1906                                | Triumph des Weibes                                                | Operetta                                                                 |
| 1906                                | Die drei Engel                                                    | Operetta                                                                 |
| 1906                                | Mutzi                                                             | Operetta                                                                 |
| 1909                                | Der letzte Fasching                                               | Operetta                                                                 |
| 1911                                | Der Veilchenkavalier                                              | Operetta                                                                 |
| postumo                             | Wiener G'schichten                                                | Singspiel                                                                |
| postumo                             | Die Schmauswaberl                                                 | Operetta                                                                 |
| postumo                             | Drei Schwarzmäntel                                                | Operetta                                                                 |
| postumo                             | Der Schusterkönig                                                 | Operetta                                                                 |
| postumo                             | Nachtfalter                                                       | Operetta                                                                 |
| postumo                             | Die beiden Mazzi                                                  | Operetta                                                                 |

## Altre Composizioni
- Danse Diabolique (Danza Diabolica);
- Auf Wiener Art (Alla Viennese), Polka-française;
- Kleiner Anzeiger (Piccolo Annuncio), Polka-schnell;
- Valse Espagnol (Valzer Spagnolo);
- Elfenreigen (Danza degli Elfi);
- Leichtfüssig (Ad Aglie Passo), Polka-schnell su motivi del balletto Die verwandelte Katze (1887)
- Zigeunertanz (Danza Gitana), su motivi del balletto Die Perle von Iberien (1902)